# 블라인드 사이드
《블라인드 사이드》(The Blind Side)는 2009년에 개봉한 미국의 전기 스포츠 드라마 영화이다. 미식축구 선수 마이클 오어의 이야기를 기반으로 마이클 루이스의 논픽션 《블라인드 사이드: 게임의 진화》를 바탕으로 하였고, 존 리 행콕이 각본과 감독을 맡았다. 2010년 제82회 아카데미상에서 작품상과 여우주연상에 노미네이트되어 여우주연상을 수상하였다.

## 줄거리
영화는 ‘빅 마이크’ 라는 한 불우한 흑인 소년 (마이클 오어)의 청소년기를 그린다. 그 과정에서 미국 사회의 최상위 계층을 차지하고 있는 전형적인 미국의 WASP (White Anglo-Saxon Protestant) 가정이 빅 마이크를 보살펴 주고 닫혀있던 그의 마음을 열어 그를 성공으로 인도한다는, 정말 영화 같은 이야기이다. 빅 마이크는 몸을 파는 어머니의 수많은 자식 중의 하나로 태어나, 아버지도 누군지 모르고 변변한 집조차도 없으며, 중학생이 되도록 자신의 침대조차 가져본 적이 없는, 최악이라고 부를 수 있을만한 환경에서 자라왔다. 그 덕분에 그의 마음은 굳게 닫혀있어 사람들과 얘기도 하지 않는 아이로 묘사된다. 뛰어난 체격과 운동신경을 자랑하는 마이크는 학교의 코치가 눈여겨 본 덕분에 상류 사립학교로 진학하게 되지만, 성적 미달로 운동은 시작할 자격조차 주어지지 않는다. 그를 돌봐주던 마지막 집에서도 지낼 수 없는 지경까지 이르게 된 어느 추운 날, 반팔 티 하나만 걸친 체 체육관으로 향하는 마이크를 발견한 WASP 가정의 어머니 ‘리 앤’ 은 그를 불쌍히 여겨 거두어 보살핀다. 중간 중간 위기를 맞지만 마이크는 마음을 열고 미식축구에서 엄청난 기량을 뽐내 미식축구 선수로 대학에 진학할 자격을 갖게 되는데, 이 때 마이크는 대학 선택의 기로에 놓인다. ‘리 앤’ 과 그 남편이 졸업한 미시시피 대학교로의 진학을 고려하던 중 마이크는, 부모로 생각하던 사람들이 자신을 이용해 자신들이 졸업한 학교로 자기를 진학시켜 이익을 챙기려는 것이라는 얘기를 듣게 되고 그들간에 불화가 일어나게 된다. 하지만 일이 잘 되고 마이크는 ‘리 앤’과 그 남편이 졸업한 미시시피 대학에 입학해 NFL 선수로 대단한 활약을 펼친다.

## 배역
- 산드라 블록 - 리 앤 투오이
- 팀 맥그로 - 션 투오이
- 퀸튼 애런 - 마이클 "빅 마이크" 오어
- 제이 헤드 - 션 "SJ" 투오이 주니어
- 릴리 콜린스 - 콜린스 투오이
- 레이 맥키넌 - 버트 코튼 코치
- 킴 디킨스 - 부스웰 부인
- 아드리앤 르녹스 - 데니스 오어
- 캐시 베이츠 - 미스 수
- 이디 메이즈 - 엘라인
- 로버트 "아이언" 싱글턴 - 앨턴